# Prypierno
Prypierno (biał. Прыпернае, Prypiernaje; ros. Приперное, Pripiernoje) – wieś na Białorusi, w obwodzie witebskim, w rejonie głębockim, 6 km na południe od Głębokiego. Wchodzi w skład sielsowietu Obrub.
Dawniej używana nazwa – Przypierno.

## Historia
W 1870 roku wieś leżała w wołoście Głębokie, w powiecie dziśnieńskim guberni wileńskiej. Należała do majątku Głębokie, będącego własnością Wittgensteina.
W latach 1921–1945 wieś leżała w Polsce, w województwie wileńskim, w powiecie dziśnieńskim, w gminie Głębokie.
Według Powszechnego Spisu Ludności z 1921 roku zamieszkiwało tu 328 osób, 39 było wyznania rzymskokatolickiego, 289 prawosławnego. Jednocześnie 36 mieszkańców zadeklarowało polską, a 292 białoruską przynależność narodową. Było tu 58 budynków mieszkalnych. W 1931 w 69 domach zamieszkiwały 353 osoby.
Wierni należeli do parafii rzymskokatolickiej w Głębokiem i prawosławnej w Sorokach. Miejscowość podlegała pod Sąd Grodzki w Głębokiem i Okręgowy w Wilnie; właściwy urząd pocztowy mieścił się w Głębokiem.
Po agresji ZSRR na Polskę w 1939 roku wieś znalazła się w granicach BSRR. W latach 1941–1944 była pod okupacją niemiecką. Następnie leżała w BSRR. Od 1991 roku w Republice Białorusi.

## Parafia rzymskokatolicka
Wieś była siedzibą parafii św. Jakuba i bł. Jerzego Matulewicza, w dekanacie głębockim diecezji witebskiej.